# Поплавщина
Поплавщина — деревня в Могилёвском районе Могилёвской области Белоруссии. Входит в состав Заводскослободского сельсовета.

## История
Во времена Речи Посполитой — шляхетская католическая околица. Возможно когда-то являлась собственностью шляхтичей Поплавских, так как семьи с такой фамилией жили там по крайней мере до 1746 г. Среди коренных жителей того времени — Кублицкие, Залеские, Гринкевичи.
В инвентаре 1692 года в Поплавщине впервые упоминается фамилия Оношко, а точнее — Ян сын Флориана Оношко и его жена из рода Остроухов. Ян Флорианов Оношко — прямой потомок Федора Оношко — зажиточного боярина ВКЛ польского происхождения, выходца с Волыни украинской. Мать Федора Оношко, княжна Анна дочь Юрия Четвертинского и её муж Оношко (его отец Петр Оношко в конце XV века служил городничим города Минска и владел значительным имуществом) были изгнаны польским королём Казимежем IV (годы правления 1447—1492) с Волыни за корыстное дерзкое убийство брата Анны — князя Вацлава Четвертинского. Федор Оношко вместе со своим братом Яцыной не только поставляли людей и коней в войско ВКЛ, но сами принимали участие в битвах. За храбрость король польский Сигизмунд II Август в 1547 году пожаловал роду Оношко собственный герб Яцына и много недвижимого имущества в разных частях тогдашней Литвы. 20 января 1791 г. жители Поплавщины из рода Оношко решением Могилевского дворянского собрания были приняты в русское дворянство. Это решение утверждено Российской Герольдией в 1811 г. От 1842 до 1865 годов российские власти пытались заставить шляхту Поплавщины принять православие, но тщетно. Околица осталась католической.
В 1880 на земле дворянина Мартина Оношко открыто народное училище (на 1894 — 17 мальчиков и 13 девочек).

## Известные уроженцы
Наиболее известные её уроженцы — именно священники:
- Ян Гринкевич — профессор русского языка и общественного права в Полоцком Коллегиуме в 1797—1799, иезуит.
- Ян сын Амброзия Оношко-Яцына (1765-01.10.1848) — ксендз, профессор Варшавского Университета, преподаватель моральной теологии, доктор богословия; каноник луцкий, могилёвский, прелат архикафедры Могилевской; ректор Главной Семинарии в Варшаве до 1836 г.; почетный член Правительственной Комиссии Религиозных Знаний и Общественного Образования, член Большого Капитула, кавалер орденов св. Анны и св. Станислава. После смерти все своё денежное и недвижимое имущество завещал жителям Поплавщины из рода Оношко (все они без исключения были его родственниками). В результате к началу XX века почти каждый житель околицы если не сам носил фамилию Оношко, то имел мать или бабушку с такой фамилией. Этому поступку каплана посвящена статья кс. Болеслава Парафяновича «Образы Белой Руси. 1911 год. Поплавщина.», помещенная в польской прессе. На кладбище Поплавщины сохранился гранитный памятник ксендзу Яну Оношко, поставленный родственниками в 1875 году.
- Габриель сын Винцента Оношко (06.05.1822-16.11.1899) — ксендз, двоюродный племянник ксендза Яна Оношко. С 1848 по 1856 проповедовал в приходе Ульском на Полоччине. С 1857 года — член католического Тераспольского капитула в Саратове на Поволжье, магистр теологии, асессор Тераспольской консистории, каноник. Кроме того, Габриель преподавал в открытой при епархии духовной семинарии, так как ни своих католических священников, ни кадров для их подготовки на Поволжье не было. Ксендз Габриель пробовал жертвовать в пользу родственников из Поплавщины деньги, но из-за бюрократических препятствий его замысел не удался. Габриель Оношко похоронен на католическом (польском) кладбище в Могилеве.
- Вацлав сын Якуба Оношко (14.03.1899-18.02.1966, Робертин (Польша)) - ксендз, деятель движения за возрождение Беларуси. Во время войны Советской России с Польшей (1918—1920), рискуя жизнью, перебрался через границу, чтобы иметь возможность учиться на священника. Никаких документов с собой не брал, кроме вырезанного из аттестата о гимназическом образовании оттиска печати, который он спрятал под стельку ботинка. За этот поступок его семья жестоко поплатилась: младший брат Александр потерял рассудок в застенках КГБ, отец был расстрелян. Сестры письменно отреклись от брата. Вообще же в Поплавщине по «политическим» статьям в период с 1929 по 1938 расстреляны и сосланы в лагеря около двух десятков человек, многие семьи выселены в азиатскую часть России. В 1913 году в деревне был построен католический костел, превращенный при Советской власти в склад. Сейчас разрушен. В этом костеле в начале второй мировой войны ксендз Вацлав Оношко проводил крестины.
- Уроженец Поплавщины Адам сын Антона и Адели Оношко, кадровый военный, офицер Красной Армии, репрессирован в 1938 г., но через полтора года освобожден из-под ареста за недостаточностью улик. В 1943 г. за личное мужество награждён орденом Александра Невского. В 1944 г. погиб.

## Карты
Поплавщина на картах:
- Поплавщина на карте Могилёвского района Архивная копия от 22 августа 2013 на Wayback Machine
- Лист карты N-36-XIX. Масштаб: 1 : 200 000. Указать дату выпуска/состояния местности.